# 鄭紀 (天順進士)
鄭紀（1438年—1513年），字廷綱，号东园，福建興化府仙遊縣人，明朝政治人物。生于仙游县文贤里上郑（今度尾镇埔尾村），天順庚辰進士，曾任翰林庶吉士、浙江按察副使、国子祭酒、户部侍郎、户部尚书等职。他为官清正，深受百姓喜爱。

## 生平
郑纪生于正統三年（1438年），家境贫寒。他勤学苦读，中式福建乡试第十九名舉人，天顺四年（1460年）登进士。授翰林院檢討。
明宪宗即位。郑纪向宪宗上《太平十策》。不久，请病暂归原籍獲准，乡居近二十年。成化十九年（1483年）還朝。成化二十三年（1487年），任浙江按察司副使。
弘治三年（1490年），召为国子祭酒。不久，改任南京通政司左通政。 弘治七年（1494年），升太常寺卿。弘治十年（1497年），升任南京户部右侍郎。弘治十七年（1504年），郑纪请求致仕，得到孝宗许可，升为户部尚书致仕。 
郑纪回乡后，创办仙游第一个文学社——耆乐社。正德八年（1513年）病卒，享年76岁。

## 轶事

### 宪宗年间与乡居
明宪宗即位后，郑纪向其进献《太平十策》，希望宪宗能“远奸邪、任忠良、恤民命、兴礼教”，但未能实施。不久后，他回乡调养。
回乡后不久，郑纪的父亲离世。郑纪以儒士的礼仪安葬他。兴化知府资助他他四锭白银，他不受，说：“君子爱人以德，不罪是幸。只领盛念，实与爱均也。”他在一座简陋的房子里为父亲守孝三年，三年中只吃素食，直到守孝结束后才恢复饮食。
乡居期间，他见仙游县民不堪税负，上书孝宗，为仙游县民免了三年的赋税；他还为民造桥，方便居民出行，得到了民众的爱戴。

### 孝宗当朝与致仕
郑纪被明孝宗召回后，担任国子祭酒。他不惧权威，皇帝的驸马由于练习德行时失误，被他要求俯首思过。他到国子监时，典簿依常例奉送郑纪一份膳余银。郑纪责问说：“膳为监生，何与祭酒？”全数归还。同僚刘某认为郑纪是故作清高，以形其短，嘱讬莆籍监丞林大猷前去说情。郑纪曰：“非敢立异，不忍白首改节也！”
弘治十四年（1501年），苏皖等地大旱。时任南京户部右侍郎的郑纪见极其富有的太监罗兑刚病故不久，于是便提议将他的遗产全数用于买米赈灾。
致仕后，他见当地礼俗崇尚奢侈，编写了《归田咨目》，以用来告诫子孙，警醒乡民。他还提议加固仙游县城城墙，使倭寇围攻县城51天仍未攻下县城。

## 文学
郑纪在家乡时，创办仙游第一个文学社——耆乐社。他文章简洁，诗词精美，著有《东园文集》《东园吟稿》《归田录》等，其中《东园文集》被收入《四库全书》。

## 身后
郑纪病逝后，入祀仙游乡贤祠。其后人在他的祖屋和祠堂中挖掘出“一品尚书”和“三朝元老”两块匾。其一“巡按福建监察御史李堂、承布政使司胡拱、右参政艾燮、左参议彭教为‘一品尚书’资善大夫南京户部尚书致仕奉诏晋一品阶荣禄大夫郑纪，正德九年五月吉日立，大清嘉庆元年九秋穀旦重修”；其二“钦察巡按福建监察御史王荣、福建按察使王奭、副使汤泰、佥事查约为‘三朝元老’赐天顺庚辰进士，授检讨充宪宗朝经筵讲官历任孝宗朝、国子祭酒太常寺卿户部尚书郑纪立，正德九年岁次甲戌五月吉日”。这两块匾对研究郑纪生平起了很大的作用。

## 评价
“生平气操，洁白坚贞；出处大节，俊伟光明。”（福建布政使王子言） 
“其奏议皆剀挚详明，切中时政，诸体文亦属有关世教之言，皆竞竞以礼法自持，人品端谨，殊有足重。”（《四库全书》） 
“君子谓其有匹休（媲美）古人之行，而世不能殚：有经济天下之才，而时不尽用。出处始终光明俊伟，于富贵利达泊如（恬淡自如）也。”（周瑛）

## 家族
曾祖父鄭叔秀。祖父鄭琅。父亲鄭恒叔。